# Uab Meto
Uab Meto (Dawan) ist die Sprache der Atoin Meto im Westen der Insel Timor.

## Übersicht

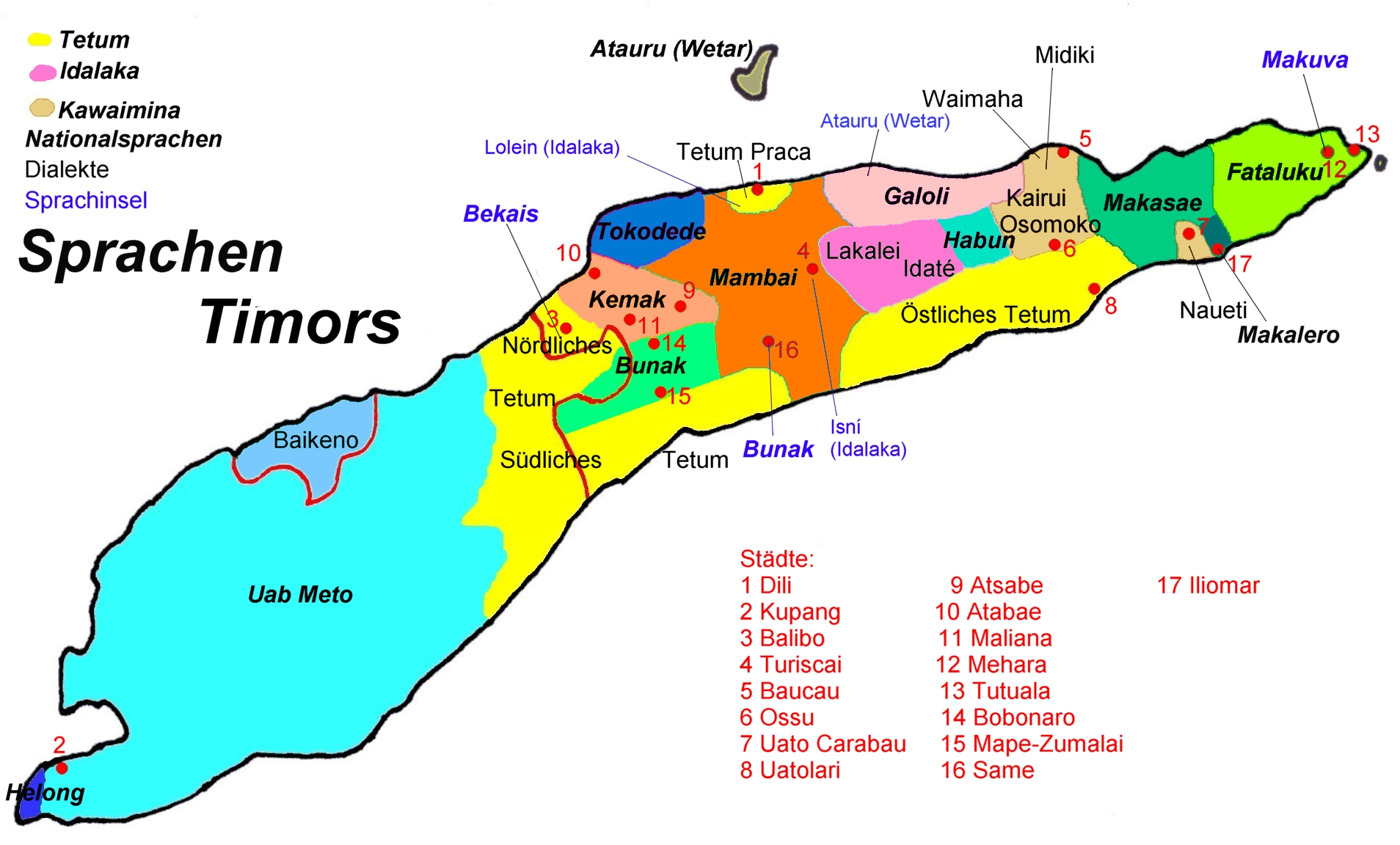
Übersichtskarte von den Sprachen Osttimors

Wie die meisten Sprachen Timors gehört auch das Uab Meto (wörtlich „die einheimische Sprache“) zur großen Gruppe der malayo-polynesischen Sprachen, und zwar zu deren westindonesischem Zweig. Je nach Perspektive wird diese Sprache heute auch als Dawan bezeichnet, wobei der Terminus Dawan eine in der Bürokratie und in den Städten verwendete Fremdbezeichnung, Uab Meto die ethnische Eigenbezeichnung ist. Über die Herkunft des Begriffs Dawan, der als abwertende Bezeichnung sowohl der Ethnie als auch der Sprache dient, gibt es keinerlei etymologische Informationen.
Die Niederländer nannten die Sprache Timoreesch, da es die dominierende Sprache in ihrem Teil der Insel war.

## Sprecher und Dialekte

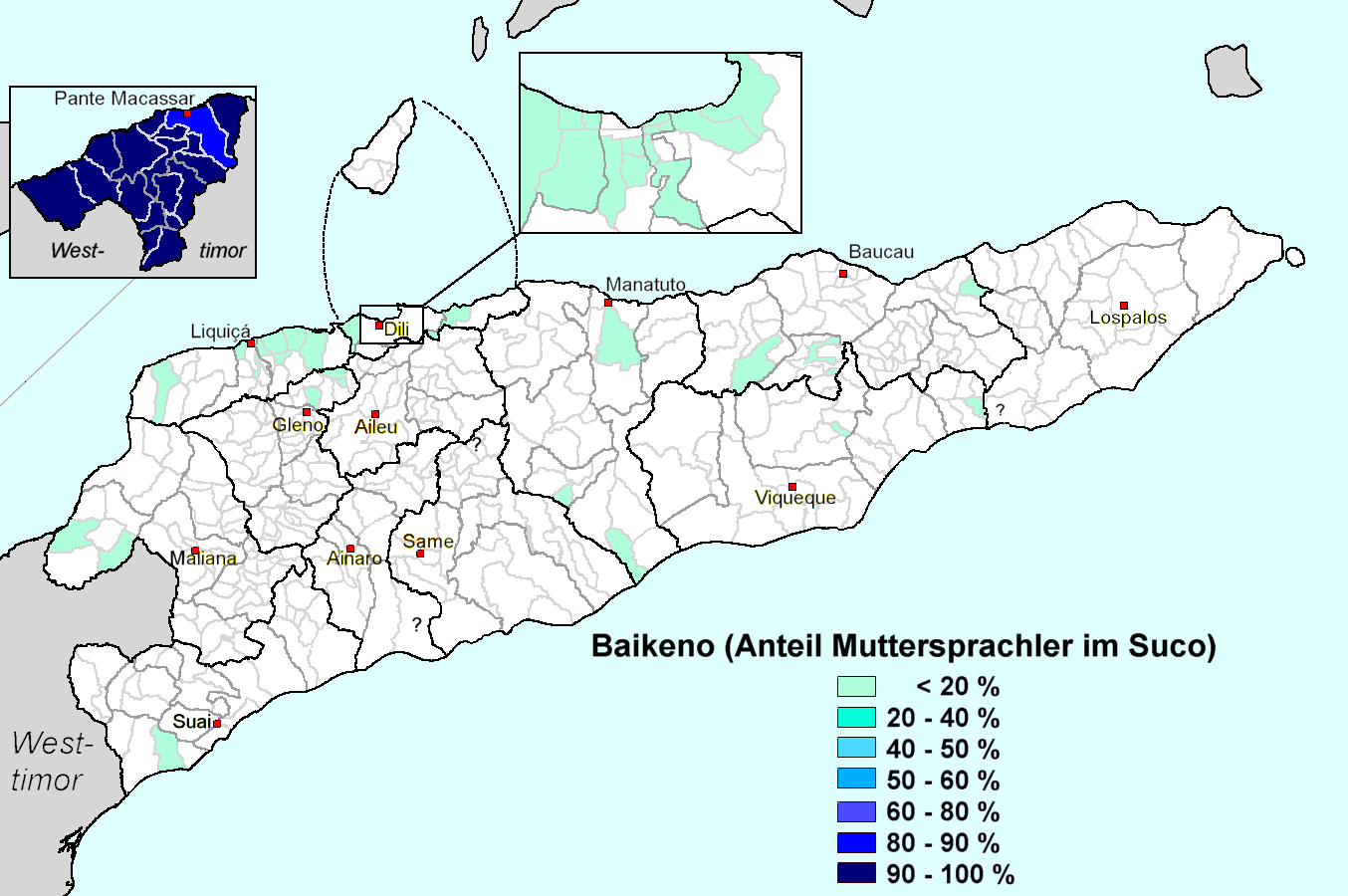
Anteil von Baikeno-Muttersprachlern in den Sucos Osttimors

Das Uab Meto ist mit etwa 600.000 Sprechern die timoresische Sprache mit den meisten Muttersprachlern und die dominierende Sprache Westtimors. Vom hauptsächlich im Staat Osttimor gesprochenen Tetum gibt es zwar mehr Sprecher, unter ihnen sind aber viele, die es als Zweitsprache verwenden. Das Uab Meto war bis in die Mitte des 20. Jahrhunderts keine Schriftsprache, bis ein Dialekt zum Standard der modernen Schriftsprache wurde. Untereinander sind die regionalen Dialekte jedoch so verschieden, dass nur im Bereich der Territorialgrenzen Sprecher beider Dialekte siedeln. Untereinander sind die regionalen Dialekte nicht unbedingt verständlich. Die Hauptdialekte des Uab Meto sind:
a) Amarasi (Südwesttimor, Regierungsbezirk Kupang)

b) Molo und Miomaffo (Regierungsbezirke Südzentral- und Nordzentraltimor)

c) Amanuban und Amanatun (Regierungsbezirk Südzentraltimor)

d) Insana und Biboki (Regierungsbezirk Nordzentraltimor)

e) Baikeno (osttimoresische Exklave Oe-Cusse Ambeno)
Die Dialekte im indonesischen Teil Westtimors folgen den alten Reichen und heutigen Regionen von Amanuban, Amanatun, Amarasi, Biboki, Insana, Miomaffo und Molo.
Der Dialekt Baikeno ist die Sprache der osttimoresischen Exklave Oe-Cusse Ambeno. Dies ist auch der Name, unter dem dieser Dialekt als eine von 15 Nationalsprachen Osttimors in dessen Verfassung anerkannt ist. Während einige Quellen Baikeno als den Dialekt der Flachlandbewohner und Uab Meto als die Sprache der Bergbewohner von Oe-Cusse Ambeno angeben, scheinen die meisten Einwohner der Exklave diese beiden Bezeichnungen als Synonyme für die Sprache zu verwenden. Das Uab Meto in Oe-Cusse Ambeno ist weniger von indonesischen Lehnwörtern und Satzbau beeinflusst als im restlichen Westtimor. Unterschiede gibt es bereits von Dorf zu Dorf in wenigen Kilometern Abstand. 69.190 Einwohner Osttimors sprechen einen Dialekt des Uab Meto als Muttersprachler.

## Aufbau
Der größte Teil der Wortstämme des Uab Meto besteht aus zwei Silben, die Betonung liegt auf der ersten Silbe. Endet die erste Silbe auf [a] oder [e], ist das [e] der ersten Silbe immer kurz und ist kaum betont, wie in meto (trocken), pena (Mais), ane (Trockenreis) etc. Endet die zweite Silbe dagegen auf [i] oder [u], ist das [e] der ersten Silbe lang, geschlossen und unbetont, wie in menu (bitter), peti (Schachtel) etc. Allgegenwärtige Metathese in Umgangssprache und Alltag ist ein charakteristisches Merkmal des gesprochenen Uab Meto. Unter Metathese versteht die Sprachwissenschaft die Vertauschung von Lauten innerhalb eines Wortes: atoni – Atoin Meto (Mann, Mensch – Einheimischer), neno – neon mese (Tag, Sonne – erster Tag der Woche, Montag), usi – uis neno (Fürst – Fürst des Himmels, Gott) etc. Wie die Beispiele zeigen, verlangt die Qualifizierung eine Metathese am Substantiv (Regens).

### Zahlen
11 mese

12 nua

13 teun

14 haa

15 niim

16 nee

17 hiut

18 faun

19 sio

10 boés